# Андраш Хорват
Андраш Хорват (угор. Horváth András; народився 8 квітня 1976 у м. Будапешт, Угорщина) — угорський хокеїст, захисник. 
Виступав за ХК «Дунауйварош», «Уйпешт» (Будапешт), «Альба Волан» (Секешфехервар), «Ференцварош».
У складі національної збірної Угорщини провів 172 матчі; учасник чемпіонатів світу 1995 (група C), 1999 (група B), 2000 (група C), 2001 (дивізіон I), 2002 (дивізіон I), 2003 (дивізіон I), 2004 (дивізіон I), 2005 (дивізіон I), 2006 (дивізіон I), 2007 (дивізіон I), 2008 (дивізіон I), 2009, 2010 (дивізіон I) і 2011 (дивізіон I). У складі молодіжної збірної Угорщини учасник чемпіонату світу 1995 (група C1). У складі юніорської збірної Угорщини учасник чемпіонату Європи 1994 (група B). 
Чемпіон Угорщини (1996, 1998, 2000, 2002, 2008, 2009, 2010), срібний призер (1997, 1999, 2001, 2003, 2004, 2005). Володар Кубка Угорщини (1996, 1996, 1998, 2000, 2001, 2002, 2003, 2004).